# Alexander Hahn (Politiker)

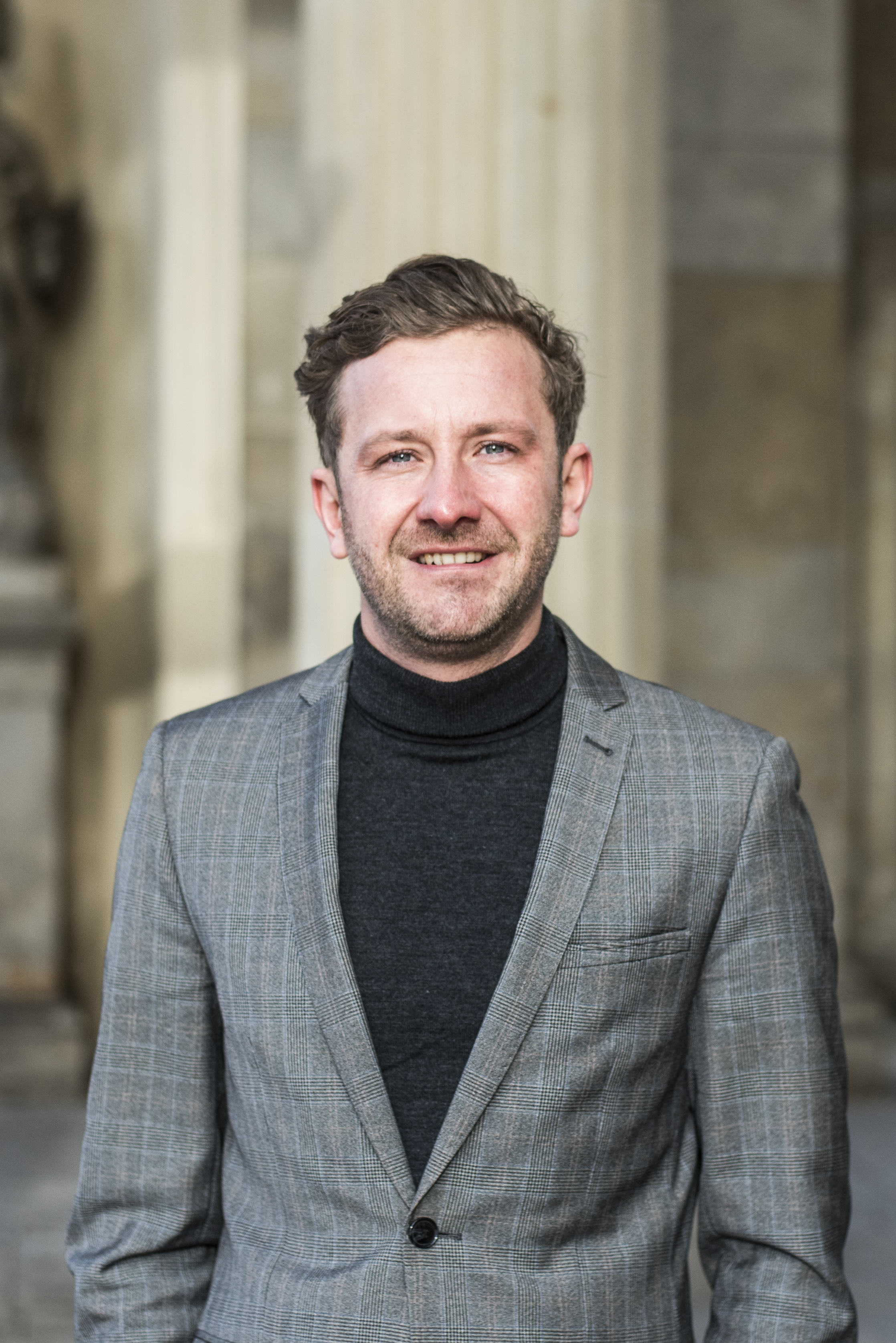
Alexander Hahn (2022)

Alexander Nicolai Hahn (* 11. Juni 1987 in Salem) ist ein deutscher Politiker (FDP). Von November 2013 bis März 2014 war er Bundesvorsitzender der FDP-nahen Jugendorganisation Junge Liberale. Ab März 2012 gehörte er als kooptiertes Mitglied, von Dezember 2013 bis April 2019 als gewählter Beisitzer dem Bundesvorstand der FDP an.

## Leben und Beruf
Hahn wurde im badischen Salem geboren und wuchs am Bodensee auf. Von 1994 bis 2000 und von 2001 bis 2004 besuchte er die Freie Waldorfschule in Rengoldshausen. Zwischen 2000 und 2001 war er Schüler der Schule Schloss Salem, von 2004 bis 2006 ging er zur Constantin-Vanotti-Wirtschaftsschule in Überlingen und anschließend von 2006 bis 2009 auf das dortige Wirtschaftsgymnasium. Im Juni 2009 legte Hahn das Abitur ab und wurde von seiner Schule mit dem Sozialpreis ausgezeichnet. Im Jahr 2009 begann er an der Universität Konstanz ein Studium der Rechtswissenschaft, wechselte dann 2010 in den Bachelor-Studiengang Politik- und Verwaltungswissenschaft was er in Konstanz und Potsdam studierte und abschloss.
Bis 2021 arbeitete er als Early Stage-Investor bei seed+speed Ventures.
Hahn arbeitet heute als Systemischer Coach und Umsetzungsberater in Berlin.

## Politik
Hahn ist seit 2007 Mitglied der Jungen Liberalen und der FDP. Er engagierte sich zunächst kommunal in Überlingen, wo er bei den Kommunalwahlen 2009 den Einzug in den Stadtrat als erster Nachrücker knapp verfehlte. Von 2008 bis 2009 war er stellvertretender Ortsvorsitzender der FDP und gründete 2009 eine Ortsgruppe der Jungen Liberalen. Von 2008 bis 2011 war Hahn Mitglied des Landesvorstands der Jungen Liberalen Baden-Württemberg, zwischen 2009 und 2012 stellvertretender Landesvorsitzender für Presse- und Öffentlichkeitsarbeit. In dieser Funktion vertrat er von 2010 bis 2012 auch die Interessen der JuLis Baden-Württemberg im FDP-Landesvorstand. 2011 wurde Hahn als Beisitzer in den Bundesvorstand der Jungen Liberalen gewählt und war von 2012 bis 2013 stellvertretender Bundesvorsitzender für Presse- und Öffentlichkeitsarbeit. Von 2. November 2013 bis 14. März 2014 stand er als Nachfolger von Lasse Becker dem FDP-Jugendverband als Bundesvorsitzender vor.
Im März 2014 erklärte Hahn, nicht wieder für den Posten des Bundesvorsitzenden der Jungen Liberalen kandidieren zu wollen.
Besondere Medienaufmerksamkeit erhielt er mit der „APO 2.0“-Aktion der Jungen Liberalen im Januar 2014, nachdem die FDP 2013 aus dem Bundestag ausgeschieden war. Auch als Beisitzer im FDP-Bundesvorstand wurde er regelmäßig in den Medien zitiert.